# Volta al País Basc
|  | Aquest article és sobre la competició masculina. Per a la competició femenina, vegeu Itzulia femenina |

La Volta Ciclista al País Basc (en euskera: Euskal Herriko Itzulia) és una cursa ciclista per etapes disputada anualment al País Basc durant la primavera. Fou creada el 1924 amb la denominació de Gran Premi Excelsior, però entre el 1936 i el 1968 la cursa no es va disputar per culpa de la Guerra Civil espanyola i els posteriors problemes econòmics derivats d'ella. El 1969 es recuperà unint-se a l'organització de l'Euskal Bizikleta. El diari La Voz de España va recolzar aquesta iniciativa i es convertí en el principal patrocinador. Aquesta unió durà fins al 1973. Per no complicar el palmarès d'ambdues curses, aquests anys solen ser considerats pertanyents a la Volta al País Basc. Des del 2005 la cursa està inscrita en el programa UCI ProTour i actualment for part de l'UCI WorldTour. El 2009 es va decidir fusionar novament l'Euskal Bizikleta amb la Volta al País Basc per rellançar la primera, com a mínim fins al 2012.
Actualment, és organitzada per El Diario Vasco.

## Llista de guanyadors
| Any                     | Vencedor                        | Segon                                      | Tercer                           |         |
| ----------------------- | ------------------------------- | ------------------------------------------ | -------------------------------- | ------- |
| 1924                    | Francis Pélissier               | Henri Pélissier                            | Charles Lacquehay                |         |
| 1925                    | Auguste Verdijck                | Joseph Pe                                  | Marcel Bidot                     |         |
| 1926                    | Nicolas Frantz                  | Ottavio Bottecchia                         | Victor Fontan                    |         |
| 1927                    | Victor Fontan                   | André Leducq                               | Lucien Buysse                    |         |
| 1928                    | Maurice De Waele                | André Leducq                               | Marià Cañardo i Lacasta          |         |
| 1929                    | Maurice De Waele                | Marcel Bidot                               | Nicolas Frantz                   |         |
| 1930                    | Marià Cañardo i Lacasta         | Antonin Magne                              | Jean Aerts                       |         |
| 1931-1934 no es disputa |                                 |                                            |                                  |         |
| 1935                    | Gino Bartali                    | Dante Gianello                             | Julián Berrendero Martín         |         |
| 1936-1968 no es disputa |                                 |                                            |                                  |         |
| 1969                    | Jacques Anquetil                | Francisco Gabicacogeascoa Ibarra           | Mariano Díaz Díaz                |         |
| 1970                    | Luis Pedro Santamarina Antoñana | Jesús Aranzábal Ojanguren                  | Andrés Gandarias Albizu          |         |
| 1971                    | Jesús Luis Ocaña Pernía         | Raymond Poulidor                           | Miguel María Lasa                |         |
| 1972                    | José Antonio González Linares   | Jesús Manzaneque Sánchez                   | Jesús Esperanza                  |         |
| 1973                    | Jesús Luis Ocaña Pernía         | José Antonio González Linares              | Domingo Perurena Telletxea       |         |
| 1974                    | Miguel María Lasa               | Jesús Manzaneque Sánchez                   | Jesús Luis Ocaña Pernía          |         |
| 1975                    | José Antonio González Linares   | Jesús Manzaneque Sánchez                   | Agustín Tamames Iglesias         |         |
| 1976                    | Gianbattista Baronchelli        | Francisco Javier Elorriaga Iturriagagoitia | Joaquim Agostinho                |         |
| 1977                    | José Antonio González Linares   | Paul Wellens                               | Jean-Pierre Baert                |         |
| 1978                    | José Antonio González Linares   | José Enrique Cima Prado                    | José Nazábal Mimendia            |         |
| 1979                    | Giovanni Battaglin              | Vicent Belda i Vicedo                      | Miguel María Lasa                |         |
| 1980                    | Alberto Fernández Blanco        | Miguel María Lasa                          | Marino Lejarreta Arrizabalaga    |         |
| 1981                    | Silvano Contini                 | Mario Beccia                               | Marino Lejarreta Arrizabalaga    |         |
| 1982                    | Josep Lluís Laguía i Martínez   | Julián Gorospe Artabe                      | Francesco Moser                  |         |
| 1983                    | Julián Gorospe Artabe           | Roberto Visentini                          | Marino Lejarreta Arrizabalaga    |         |
| 1984                    | Sean Kelly                      | Faustino Rupérez Rincón                    | Marino Lejarreta Arrizabalaga    |         |
| 1985                    | Peio Ruiz Cabestany             | Greg LeMond                                | Marino Lejarreta Arrizabalaga    |         |
| 1986                    | Sean Kelly                      | Maurizio Rossi                             | Federico Etxabe Musatadi         |         |
| 1987                    | Sean Kelly                      | Rolf Gölz                                  | Julián Gorospe Artabe            |         |
| 1988                    | Erik Breukink                   | Luc Suykerbuyk                             | Julián Gorospe Artabe            |         |
| 1989                    | Stephen Roche                   | Federico Etxabe Musatadi                   | Jesús Blanco Villar              |         |
| 1990                    | Julián Gorospe Artabe           | Rolf Gölz                                  | Miguel Indurain Larraya          |         |
| 1991                    | Claudio Chiappucci              | Johan Bruyneel                             | Piotr Ugriúmov                   |         |
| 1992                    | Tony Rominger                   | Raúl Alcalá Gallegos                       | Mikel Zarrabeitia Uranga         |         |
| 1993                    | Tony Rominger                   | Rolf Sørensen                              | Alex Zülle                       |         |
| 1994                    | Tony Rominger                   | Ievgueni Berzin                            | Claudio Chiappucci               |         |
| 1995                    | Alex Zülle                      | Laurent Jalabert                           | Tony Rominger                    |         |
| 1996                    | Francesco Casagrande            | Pascal Hervé                               | Abraham Olano Manzano            |         |
| 1997                    | Alex Zülle                      | Laurent Jalabert                           | Marco Pantani                    |         |
| 1998                    | Íñigo Cuesta López de Castro    | Laurent Jalabert                           | Alex Zülle                       |         |
| 1999                    | Laurent Jalabert                | Wladimir Belli                             | Davide Rebellin                  |         |
| 2000                    | Andreas Klöden                  | Danilo Di Luca                             | Laurent Jalabert                 |         |
| 2001                    | Raimondas Rumšas                | José Alberto Martínez Trinidad             | Marcos Antonio Serrano Rodríguez |         |
| 2002                    | Aitor Osa Eizaguirre            | David Etxebarria Alkorta                   | Gonzalo Bayarri Esteve           |         |
| 2003                    | Iban Mayo Díez                  | Tyler Hamilton                             | Samuel Sánchez González          |         |
| 2004                    | Denís Ménxov                    | Iban Mayo Díez                             | David Etxebarria Alkorta         |         |
| 2005                    | Danilo Di Luca                  | Davide Rebellin                            | Alberto Contador Velasco         |         |
| 2006                    | José Ángel Gómez Marchante      | Alejandro Valverde Belmonte                | Antoni Colom Mas                 |         |
| 2007                    | Juan José Cobo Acebo            | Ángel Vicioso Arcos                        | Samuel Sánchez González          |         |
| 2008                    | Alberto Contador Velasco        | Cadel Evans                                | Thomas Dekker                    |         |
| 2009                    | Alberto Contador Velasco        | Samuel Sánchez González                    | Cadel Evans                      |         |
| 2010                    | Christopher Horner              | Beñat Intxausti Elorriaga                  | Joaquim Rodríguez i Oliver       |         |
| 2011                    | Andreas Klöden                  | Christopher Horner                         | Robert Gesink                    |         |
| 2012                    | Samuel Sánchez González         | Joaquim Rodríguez i Oliver                 | Bauke Mollema                    |         |
| 2013                    | Nairo Quintana Rojas            | Richie Porte                               | Sergio Henao Montoya             |         |
| 2014                    | Alberto Contador Velasco        | Michał Kwiatkowski                         | Jean-Christophe Péraud           |         |
| 2015                    | Joaquim Rodríguez i Oliver      | Sergio Henao Montoya                       | Ion Izagirre Insausti            |         |
| 2016                    | Alberto Contador Velasco        | Sergio Henao Montoya                       | Nairo Quintana Rojas             |         |
| 2017                    | Alejandro Valverde Belmonte     | Alberto Contador Velasco                   | Ion Izagirre Insausti            |         |
| 2018                    | Primož Roglič                   | Mikel Landa Meana                          | Ion Izagirre Insausti            |         |
| 2019                    | Ion Izagirre Insausti           | Daniel Martin                              | Emanuel Buchmann                 |         |
| 2020                    | suspesa                         | suspesa                                    | suspesa                          | suspesa |
| 2021                    | Primož Roglič                   | Jonas Vingegaard                           | Tadej Pogačar                    |         |
| 2022                    | Daniel Martínez Poveda          | Ion Izagirre Insausti                      | Aleksandr Vlàssov                |         |
| 2023                    | Jonas Vingegaard                | Mikel Landa Meana                          | Ion Izagirre Insausti            |         |
| 2024                    | Juan Ayuso Pesquera             | Carlos Rodríguez Cano                      | Mattias Skjelmose                |         |
| 2025                    | João Almeida                    | Enric Mas Nicolau                          | Maximilian Schachmann            |         |